# Moneta orientalis
Moneta orientalis är en spindelart som beskrevs av Simon 1909. Moneta orientalis ingår i släktet Moneta och familjen klotspindlar.
Artens utbredningsområde är Vietnam. Inga underarter finns listade i Catalogue of Life.